# Dorfschule Wallwitz

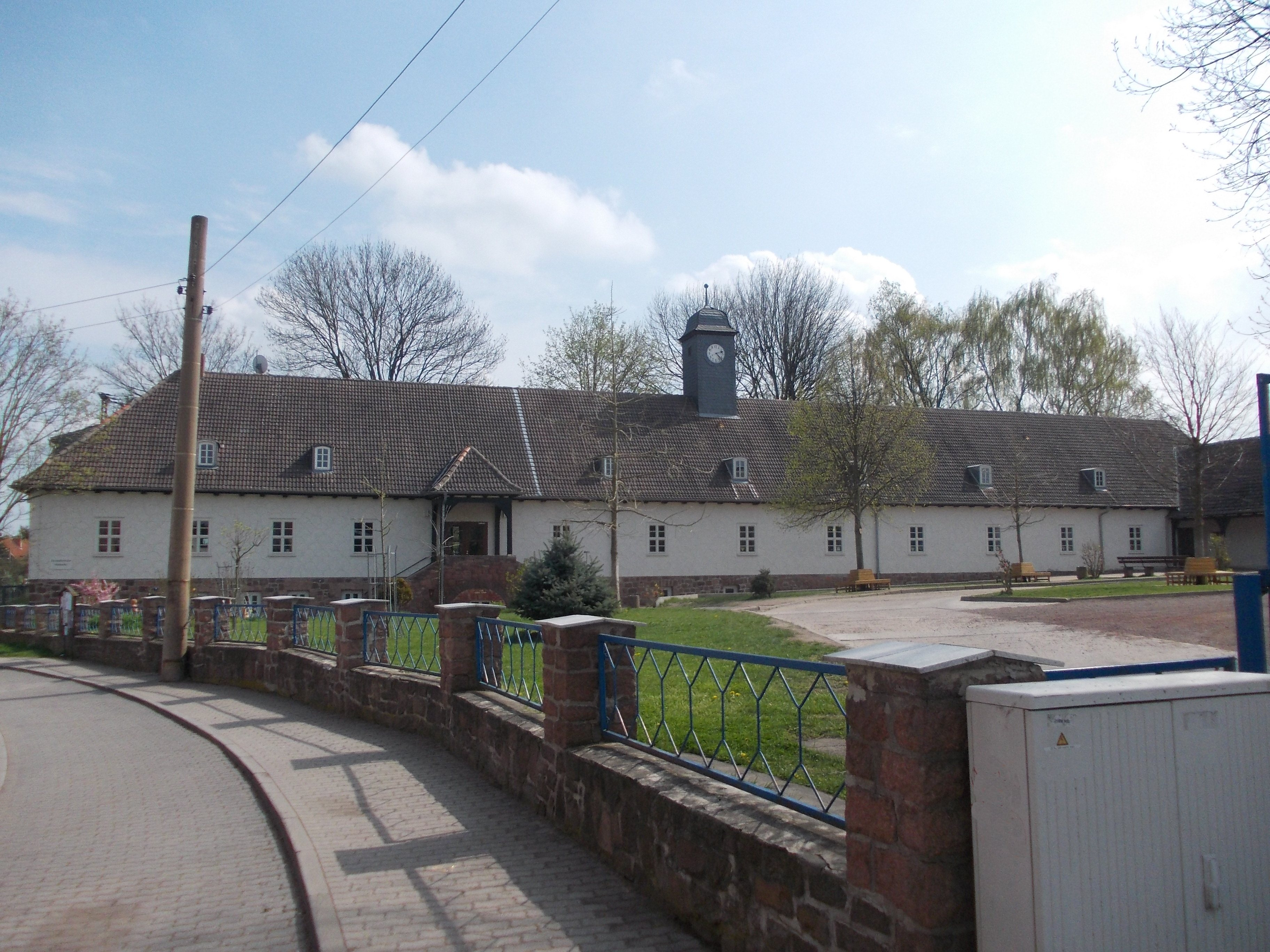
Ehemalige Dorfschule und heutige Grundschule in Wallwitz

Die Dorfschule Wallwitz ist ein denkmalgeschütztes Gebäude im Ortsteil Wallwitz in der Gemeinde Petersberg in Sachsen-Anhalt. Im örtlichen Denkmalverzeichnis ist das Gebäude unter der Erfassungsnummer 094 55506 als Baudenkmal verzeichnet.
Das 1948 errichtete Gebäude unter der Adresse Götschetalstraße 36 ist die ehemalige Dorfschule des Ortes. Südöstlich des Gebäudes befindet sich die Kirche. Bei dem Gebäude handelt es sich um einen langgestreckten Lehmbau. Die Uhr, die sich im Dachturm befindet, ist 30 Jahre älter als die Schule und wurde vom Gutshaus übernommen. Heute wird das Gebäude von der Grundschule Wallwitz genutzt.